# Castlevania: Legacy of Darkness
 (mars 2017).
Si vous disposez d'ouvrages ou d'articles de référence ou si vous connaissez des sites web de qualité traitant du thème abordé ici, merci de compléter l'article en donnant les références utiles à sa vérifiabilité et en les liant à la section « Notes et références ».
Castlevania: Legacy of Darkness (悪魔城ドラキュラ黙示録外伝 LEGEND OF CORNELL, Akumajō Dorakyura Mokushiroku Gaiden Rejendo obu Kōneru) est un jeu vidéo d'action-aventure sorti en 1999 sur Nintendo 64. Le jeu a été développé par KCE Kobe et édité par Konami.

## Synopsis
L'histoire se situe huit ans avant les aventures de Reinhardt Schneider et Carrie Fernandez.
Il y a très longtemps, une tribu d'hommes-bêtes a choisi de vivre au sein de l'humanité en scellant leur pouvoir animal. Mais un jour, un de leurs membres du nom de Cornell, est parvenu à briser son sceau et à garder le contrôle sur sa transformation animal, en l’occurrence celui d'un loup. Au même moment, Actrise et Gilles de Rais, secondés par la Mort, mènent une cérémonie funèbre dans le but de ressusciter Dracula.
Quelque temps plus tard, le village de Cornell est envahi par une armée de squelettes, sous les ordres de Dracula. Malgré ses efforts, Cornell ne parvient pas à sauver sa sœur Ada. Il n'en retrouve que son pendentif, mais peut cependant sentir qu'elle est toujours vivante. Son odorat bestiale l'amène jusqu'au château de Dracula. Là, il retrouve son rival Ortega, mais ce dernier n'a jamais digéré sa défaite face à Cornell un an plus tôt et a choisi de se rallier à Dracula en dirigeant l'attaque du village et l'enlèvement d'Ada, offerte en sacrifice à Dracula, en échange d'un pouvoir suffisamment grand pour se venger de son rival.
En arrivant dans une villa, Cornell se confronte au propriétaire Oldrey, un père de famille violent et agressif envers sa femme Mary et son fils Henry. Oldrey s'avère être un vampire transformé par Gilles de Rais et a soif de sang. Cornell le met en fuite et, à la demande de Mary, s'assure de mettre Henry en sûreté en lui confiant le pendentif d'Ada. Mais en quittant la villa, il tombe sur Gilles de Rais, qui l'attaque. Mais l'intervention d'Actrise révèle que ce n'était qu'un test, Gilles de Rais ajoutant que Cornell "ne devrait pas faire pâle figure face à lui", sous-entendu Dracula.
Plus loin dans le château, Cornell est assailli par un homme-bête géant, supervisé par Ortega. Ce dernier explique que cet homme-bête est un des leurs, mais dont le sceau fut brisé par Dracula, démonstration de sa puissance et ce à quoi Cornell aurait bénéficié. Laissé seul, Cornell vient à bout du monstre et retrouve Ortega. Ce dernier s'attendait à ce que Cornell vienne à bout de leur congénère et pense enfin prendre sa revanche grâce au pouvoir offert par Dracula. Mais Cornell en sort victorieux, Ortega finissant par perdre le contrôle de son pouvoir. Mais juste avant de succomber, il révèle à Cornell qu'Ada n'a pas encore été sacrifiée et qu'elle est caché dans la tour de l'horloge.
Cornell y retrouve sa sœur, mais les retrouvailles sont de courtes durées, la Mort capture Ada et l'emmène jusqu'à la salle du trône de Dracula. Le comte confronte alors l'homme-loup sur sa relation avec Ada : elle est une survivante d'humains que Cornell et les siens ont tués alors que leurs pouvoirs ont échappés à leurs contrôles, et ce pourquoi Cornell l'avait adopté dans l'espoir de faire pénitence. Puis au terme de cette révélation, Dracula absorbe Ada, obligeant ainsi Cornell à le combattre dans l'espoir de sauver sa sœur adoptive.
Faisant face à la forme démoniaque du vampire, Cornell parvient à l'emporter. Mais ce dernier, retournant dans les abîmes, ne compte pas en repartir sans Ada. Cornell se résout alors à se séparer de sa forme bestiale et la substituer à Ada pour la sauver. Mais Dracula remercie Cornell pour cet échange qu'il attendait.
Transporté hors du château, Cornell essaye d'avouer la vérité à Ada, mais cette dernière lui dit qu'elle sait qu'ils ne sont pas de la même famille et que cela n'a désormais aucune importance, ayant l'occasion de recommencer une nouvelle vie étant donné la destruction de leur village. C'est alors que surgit Henry, que Cornell et Ada décident d’adopter. Mais au même moment, la Mort, Actrise et Gilles de Rais procèdent au sacrifice de la forme bestiale de Cornell afin d'offrir un nouveau corps et de nouveaux pouvoirs à Dracula.
Le jeu se conclut sur un épilogue faisant état d'une prophétie disant qu'un enfant au cheveux bleus verra, le jour de son huitième anniversaire, son âme se révéler être celle du Diable, mais que deux jeunes héros surgiront pour le combattre. Il s'agit d'un prélude au précédent opus.

## Accueil
- Jeuxvideo.com : 13/20[1]